# Persone di nome Irving
| Questa pagina contiene informazioni ricavate automaticamente dalle voci biografiche con l'ausilio del template Bio e di un bot. L'aggiornamento è periodico e automatico e ricostruisce completamente la pagina. Se manca una persona in questa lista, sei pregato di non aggiungerla, ma accertati piuttosto che la sua voce biografica contenga il template Bio e che i dati anagrafici siano correttamente compilati. Se il template Bio manca, inseriscilo tu stesso o, in alternativa, metti l'avviso {{tmp\|Bio}} che ne segnala la mancanza. Se i dati riportati sono sbagliati, correggi direttamente la voce biografica; le modifiche saranno visibili in questa lista entro pochi giorni. Per chiarimenti vedi il progetto antroponimi. La lista contiene solo le 57 persone che sono citate nell'enciclopedia e per le quali è stato implementato correttamente il template Bio. Pagina aggiornata al 7 feb 2025. |

Questa è una lista di persone presenti nell'enciclopedia che hanno il nome Irving, suddivise per attività principale.

## Altisti(1)
- Irving Baxter, altista, astista e lunghista statunitense (Utica, n. 1876 - † 1957)

## Archeologi(1)
- Irving Finkel, archeologo, assiriologo e scrittore britannico (n. 1951)

## Astronomi(1)
- Irving Robbins, astronomo statunitense

## Attori(3)
- Irving Bacon, attore statunitense (Saint Joseph, n. 1893 - Hollywood, † 1965)
- Irving Allen Lee, attore statunitense (n. 1948 - † 1992)
- Ving Rhames, attore statunitense (New York, n. 1959)

## Calciatori(3)
- Irving Davis, calciatore statunitense (Stourport, n. 1896 - Roslyn, † 1958)
- Irving Nattrass, ex calciatore inglese (Fishburn, n. 1952)
- Irving Zurita, calciatore messicano (Città del Messico, n. 1991)

## Cestisti(6)
- Irv Bemoras, cestista statunitense (Chicago, n. 1930 - Buffalo Grove, † 2007)
- Irv Brenner, cestista statunitense (Pittsburgh, n. 1913 - North Miami Beach, † 1991)
- Toots Meretsky, cestista e allenatore di pallacanestro canadese (Windsor, n. 1912 - Windsor, † 2006)
- Irving Terjesen, cestista statunitense (Brooklyn, n. 1915 - Akron, † 1990)
- Irving Thomas, ex cestista statunitense (Brooklyn, n. 1966)
- Irv Torgoff, cestista statunitense (Brooklyn, n. 1917 - Fort Lauderdale, † 1993)

## Clarinettisti(1)
- Irving Fazola, clarinettista statunitense (New Orleans, n. 1912 - New Orleans, † 1949)

## Compositori(2)
- Irving Caesar, compositore e paroliere statunitense (New York, n. 1895 - New York, † 1996)
- Irving Gordon, compositore statunitense (Brooklyn, n. 1915 - Los Angeles, † 1996)

## Critici letterari(2)
- Irving Babbitt, critico letterario, giornalista e docente statunitense (Dayton, n. 1865 - Cambridge, † 1933)
- Irving Howe, critico letterario statunitense (The Bronx, n. 1920 - New York, † 1993)

## Economisti(1)
- Irving Fisher, economista e statistico statunitense (Saugerties, n. 1867 - New York, † 1947)

## Filosofi(1)
- Irving Copi, filosofo e logico statunitense (Duluth, n. 1917 - Honolulu, † 2002)

## Fisici(1)
- Irving Langmuir, fisico e chimico statunitense (Brooklyn, n. 1881 - Woods Hole, † 1957)

## Fotografi(2)
- Irving Klaw, fotografo e regista statunitense (Brooklyn, n. 1910 - † 1966)
- Irving Penn, fotografo statunitense (Plainfield, n. 1917 - New York, † 2009)

## Giocatori di baseball(1)
- Irv Noren, giocatore di baseball e cestista statunitense (Jamestown, n. 1924 - Oceanside, † 2019)

## Giocatori di football americano(2)
- Irv Comp, giocatore di football americano statunitense (Milwaukee, n. 1919 - Woodruff, † 1989)
- Irving Fryar, giocatore di football americano statunitense (Mt. Holly, n. 1962)

## Giornalisti(2)
- Irving Bacheller, giornalista e scrittore statunitense (Pierrepont, n. 1859 - White Plains, † 1950)
- Charles Krauthammer, giornalista e psichiatra statunitense (New York, n. 1950 - Atlanta, † 2018)

## Hockeisti su ghiaccio(1)
- Irv Small, hockeista su ghiaccio statunitense (Cambridge, n. 1891 - Monrovia, † 1955)

## Imprenditori(2)
- Irving Gould, imprenditore canadese (n. 1920 - † 2004)
- Irving Kahn, imprenditore e dirigente d'azienda statunitense (New York, n. 1905 - New York, † 2015)

## Lunghisti(1)
- Irving Saladino, ex lunghista panamense (Colón, n. 1983)

## Matematici(3)
- Irving John Good, matematico e crittografo britannico (Londra, n. 1916 - Radford, † 2009)
- Irving Kaplansky, matematico canadese (Toronto, n. 1917 - † 2006)
- Irving Segal, matematico statunitense (The Bronx, n. 1918 - Lexington, † 1998)

## Pattinatori di velocità su ghiaccio(1)
- Irving Jaffee, pattinatore di velocità su ghiaccio statunitense (New York, n. 1906 - San Diego, † 1981)

## Pianisti(2)
- Milton Adolphus, pianista e compositore statunitense (The Bronx, n. 1913 - Harwich, † 1988)
- Duke Jordan, pianista e compositore statunitense (New York, n. 1922 - Valby, Danimarca, † 2006)

## Produttori cinematografici(1)
- Irving Thalberg, produttore cinematografico statunitense (New York, n. 1899 - Santa Monica, † 1936)

## Produttori discografici(2)
- Irv Gotti, produttore discografico statunitense (Hollis, n. 1970 - New York, † 2025)
- Irving Mills, produttore discografico statunitense (New York, n. 1894 - Palm Springs, † 1985)

## Psicoanalisti(1)
- Irving Bieber, psicoanalista statunitense (New York City, n. 1909 - Manhattan, † 1991)

## Rabbini(1)
- Irving Greenberg, rabbino, filosofo e educatore statunitense (Brooklyn, n. 1933)

## Rapper(1)
- Headie One, rapper britannico (Londra, n. 1994)

## Registi(5)
- Irving Cummings, regista, attore e sceneggiatore statunitense (New York City, n. 1888 - Los Angeles, † 1959)
- Irving Lerner, regista e giornalista statunitense (New York, n. 1909 - Los Angeles, † 1976)
- Irving Pichel, regista e attore statunitense (Pittsburgh, n. 1891 - Los Angeles, † 1954)
- Irving Rapper, regista britannico (Londra, n. 1898 - Los Angeles, † 1999)
- Irving Reis, regista, sceneggiatore e direttore della fotografia statunitense (New York, n. 1906 - Woodland Hills, † 1953)

## Registi teatrali(1)
- Irving Guttman, regista teatrale canadese (Chatham, n. 1928 - Vancouver, † 2014)

## Scacchisti(1)
- Irving Chernev, scacchista e scrittore statunitense (Pryluky, n. 1900 - San Francisco, † 1981)

## Scrittori(2)
- Irving Stone, scrittore statunitense (San Francisco, n. 1903 - San Francisco, † 1989)
- Irving Wallace, scrittore statunitense (Chicago, n. 1916 - Los Angeles, † 1990)

## Triatleti(1)
- Irving Pérez, triatleta messicano (Jojutla, n. 1986)

## Trombonisti(1)
- Miff Mole, trombonista e direttore d'orchestra statunitense (Roosevelt, n. 1898 - New York, † 1961)